# Jōji Yanami
Jōji Yanami  (八奈見 乗児?, Yanami Jōji), il cui vero nome era Shigemitsu Shirato (白土 繁満?, Shirato Shigemitsu), (Fushun, 30 agosto 1931 – 3 dicembre 2021) è stato un doppiatore giapponese che lavorava per l'Aoni Production.

## Ruoli interpretati

### Anime
- Bikkuriman (Super Zeus)
- Capitan Harlock (Dottor Zero)
- Cooking Papa (Yoshioka)
- Cyborg 009 1968 (Isaac Gilmore)[3]
- Devilman (Pochi)
- Digimon Adventure (Gennai)[3]
- Dragon Ball (Narratore, Maestro Muten (ep. 137), Dr. Brief, il Re)[3]
- Dragon Ball Z (Narratore, Re Kaioh del Nord, Dr. Brief, il Re, Babidy)[3]
- Dragon Ball GT (Narratore, Re Kaioh del Nord, il Re)[3]
- Dragon Ball Super (Narratore, Dr. Brief, Re Kaioh del Nord) (ep. 1-11)[3]
- GeGeGe no Kitaro 1985/2007 (Ittan Momen)[3]
- Getter Robot G (Benkei Kurama, Imperatore Brai)
- Gun × Sword (Kameo)
- Inuyasha (Totosai)[3]
- Kinnikuman (Ingen)
- Kyojin no Hoshi (Chuuta Ban)[3]
- La macchina del tempo (Grocky, Boyacky, Tobbokee, Sekobitchi e altri)
- Mazinga Z (Prof. Yumi)[3]
- Mouretsu Atarou (Boss Kokoro)
- One Piece (Gan Forr, Barboncino)[3]
- Ranma ½ (Harumaki)
- Time Bokan Series (Sgrinfia, Boyakki, Settembre, Sekovitch e altri)
- UFO Robot Goldrake (Re Vega)
- Yattaman (Boyakki)

### OAV
- Battle Fighters Garou Densetsu 2 (Jubei Yamada)
- Ginga Eiyū Densetsu (Gerlach)
- Dragon Ball Z Gaiden (Narratore, Re Kaioh del Nord, Dr. Brief)
- Ultraman: Super Fighter Legend (Re Ultraman, Professor Notany)

### Film
- Film di Cyborg 009 (Isaac Gilmore)[3]
- Film di Dragon Ball (Narratore, Re Kaioh del Nord)[3]
- Garō densetsu -THE MOTION PICTURE- (Jubei Yamada)
- Kinnikuman: Great Riot! Seigi Choujin (Horumon Yaaki)
- Lupin III - Le profezie di Nostradamus (Philip)
- Nausicaä della Valle del vento (Gikkuri)
- One Piece: L'isola segreta del barone Omatsuri (Kerodeeta)

### Videogiochi
- Ape Escape (Professor)
- Ape Escape 2 (Professor)
- Ape Escape: Pumped & Primed (Professor)
- Ape Escape P (Professor)
- Ape Escape 3 (Professor)
- Castlevania: Symphony of the Night (Famiglio Diavolo, Famiglio Demone N)
- Cyberbots: Full Metal Madness (Xavier)
- Dragon Ball Z: Super Butōden 3 (Babidy)
- Dragon Ball Z: Idainaru Son Gokū Densetsu (Narratore)
- Dragon Ball Z: Super Goku Den — Totsugeki-Hen (Narratore)
- Dragon Ball Z: Shin Butōden (Narratore, venditore oggetti)
- Dragon Ball Z: Budokai (Narratore, Re Kaioh del Nord)
- Dragon Ball Z: Budokai 2 (Babidy)
- Dragon Ball Z: Budokai 3 (Narratore, Re Kaioh del Nord)
- Dragon Ball Z: Sagas (Narratore)
- Dragon Ball Z: Budokai Tenkaichi 2 (Narratore, Re Kaioh del Nord)
- Dragon Ball Z: Shin Budokai 2 (Narratore, Babidy)
- Dragon Ball Z: Budokai Tenkaichi 3 (Narratore, Babidy)
- Dragon Ball Z: Infinite World (Re Kaioh del Nord)
- Dragon Ball: Revenge of King Piccolo (Narratore)
- Dragon Ball: Raging Blast (Narratore)
- Dragon Ball Z: Tenkaichi Tag Team (Narratore)
- Dragon Ball: Raging Blast 2 (Narratore)
- Dragon Ball Z: Ultimate Tenkaichi (Narratore, Re Kaioh del Nord)
- Dragon Ball Z: Extreme Butoden (Re Kaioh del Nord, Dr. Brief)
- Everybody's Golf (Garuda)
- Gunbird (Ace)
- Gunbird 2 (Gimmick)
- Inuyasha (Totosai)
- Inuyasha: The Secret of the Cursed Mask (Totosai)
- Kessen (Masanobu Honda)
- One Piece: Grand Battle 3 (Gan Forr)
- Sakura Wars 2: Thou Shalt Not Die (Mokujiki)
- Super Dragon Ball Z (Narratore)
- Super Robot Wars Alpha (Prof. Yumi, Benkei Kuruma)
- Super Robot Wars Alpha Gaiden (Benkei Kuruma, Pancho Poncho)
- Super Robot Wars Alpha 2 (Benkei Kuruma)
- Super Robot Wars Alpha 3 (Benkei Kuruma)
- Super Robot Wars A Portable (Re Vega, Benkei Kuruma, Imperatore Brai)
- Super Robot Wars Z (Re Vega, Benkei Kuruma, Imperatore Brai)
- Tatsunoko vs. Capcom: Cross Generation of Heroes (Boyakki)
- Tobal No. 1 (Fei Pusu)
- Tobal 2 (Fei Pusu)

### Ruoli doppiati
- Cars - Motori ruggenti (Fillmore)
- La sirenetta (Grimsby)
- Thunderbirds Are Go (Aloysius "Nosey" Parker)